# Björna
Björna (südsamisch: Bïerne) ist ein Ort (tätort) in der schwedischen Provinz Västernorrlands län in der Gemeinde Örnsköldsvik.
Der Ort liegt am Fluss Gideälven etwa 35 Kilometer nördlich vom Hauptort der Gemeinde, Örnsköldsvik, entfernt. Durch den Ort führen die Straßen Länsväg 352 sowie Y 1075 und Y 1082. Björna besitzt ein eigenes Kirchspiel, die Björna socken.
Der Bahnhof an der Stambanan genom övre Norrland wird für den Personenverkehr nicht mehr genutzt.